# 俄烏共用亞速海及刻赤海峽協議
《俄羅斯聯邦與烏克蘭共用亞速海和刻赤海峽協議》是俄罗斯与乌克兰之间关于海洋和渔业的协议，该协议于2003年2月24日由乌克兰总统列昂尼德·库奇马和俄罗斯总统弗拉基米尔·普京签署 ，并于2004年4月获得两国的拉達和國家杜馬批准，其後于2004年4月23日開始正式生效。
2023年2月，乌克兰最高拉达正式宣布退出与俄罗斯签订的所有关于在亚速海合作的条约，2023年6月，俄罗斯议会上院联邦委员会批准了一项宣布退出俄乌条约的法案。文章称，“由于现在亚速海和刻赤海峡沿岸均处于俄罗斯联邦的单独管辖之下，乌克兰已失去了这些水域的沿海国家地位。”

## 備注
1. ↑  烏方在俄國全面入侵後即時中止
2. ↑  俄方在總統簽署法案后中止